# Юндсбак
Юндсба́к (фр. Hundsbach) — коммуна на северо-востоке Франции в регионе Гранд-Эст (бывший Эльзас — Шампань — Арденны — Лотарингия), департамент Верхний Рейн, округ Альткирш, кантон Альткирш.
Площадь коммуны — 4,03 км², население — 271 человек (2006) с тенденцией к росту: 333 человека (2012), плотность населения — 82,6 чел/км².

## Население
Численность населения коммуны в 2011 году составляла 317 человек, а в 2012 году — 333 человека.
| 1962 | 1968 | 1975 | 1982 | 1990 | 1999 | 2006 | 2011 | 2012 |
| ---- | ---- | ---- | ---- | ---- | ---- | ---- | ---- | ---- |
| 209  | 190  | 173  | 190  | 211  | 224  | 271  | 317  | 333  |

Динамика населения:

## Экономика
В 2010 году из 205 человек трудоспособного возраста (от 15 до 64 лет) 153 были экономически активными, 52 — неактивными (показатель активности 74,6 %, в 1999 году — 67,6 %). Из 153 активных трудоспособных жителей работал 141 человек (79 мужчин и 62 женщины), 12 числились безработными (7 мужчин и 5 женщин). Среди 52 трудоспособных неактивных граждан 18 были учениками либо студентами, 16 — пенсионерами, а ещё 18 — были неактивны в силу других причин.
На протяжении 2011 года в коммуне числилось 123 облагаемых налогом домохозяйства, в которых проживало 311,5 человек. При этом медиана доходов составила 27020 евро на одного налогоплательщика.

## Достопримечательности (фотогалерея)

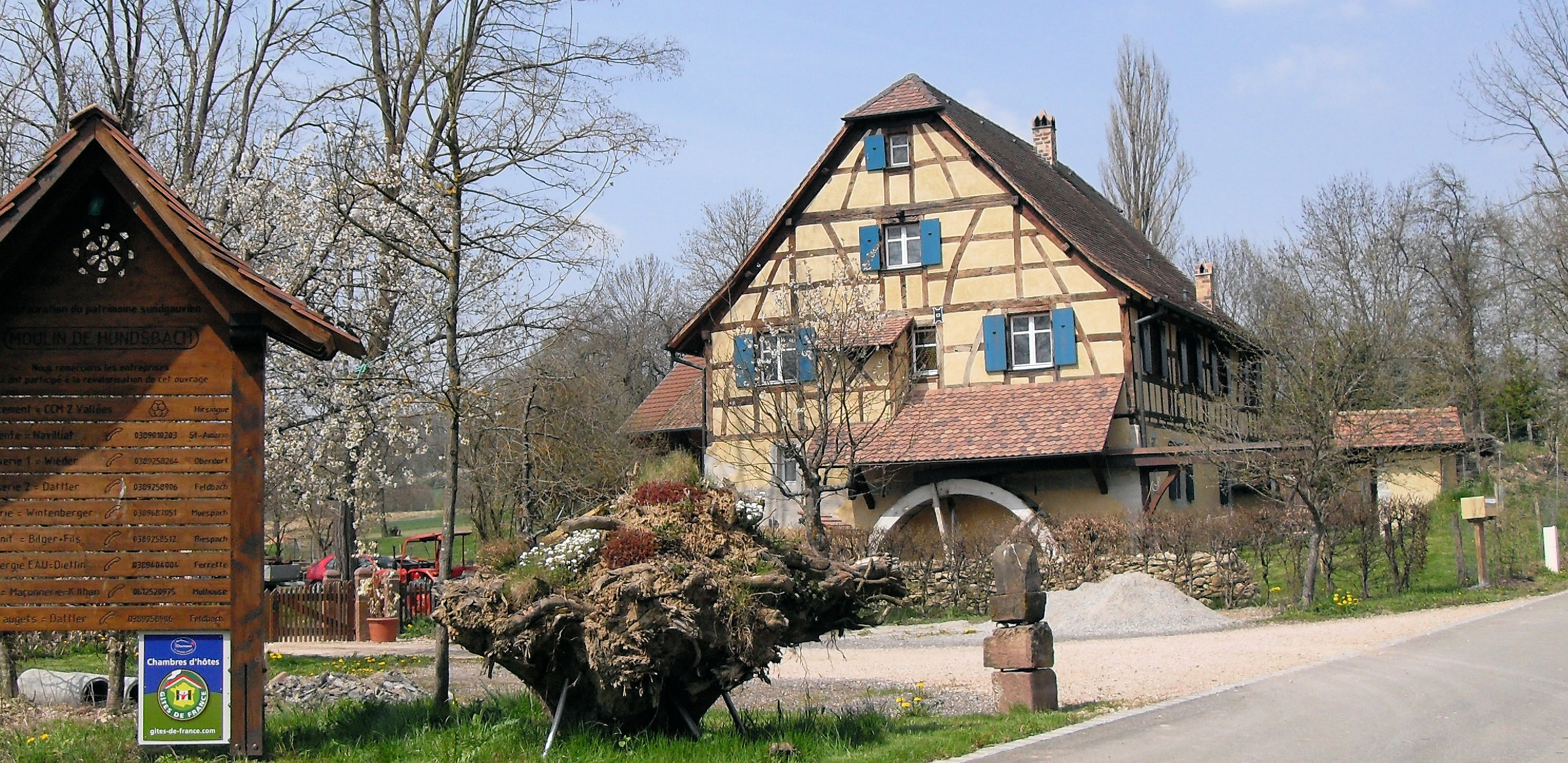
Водяная мельница
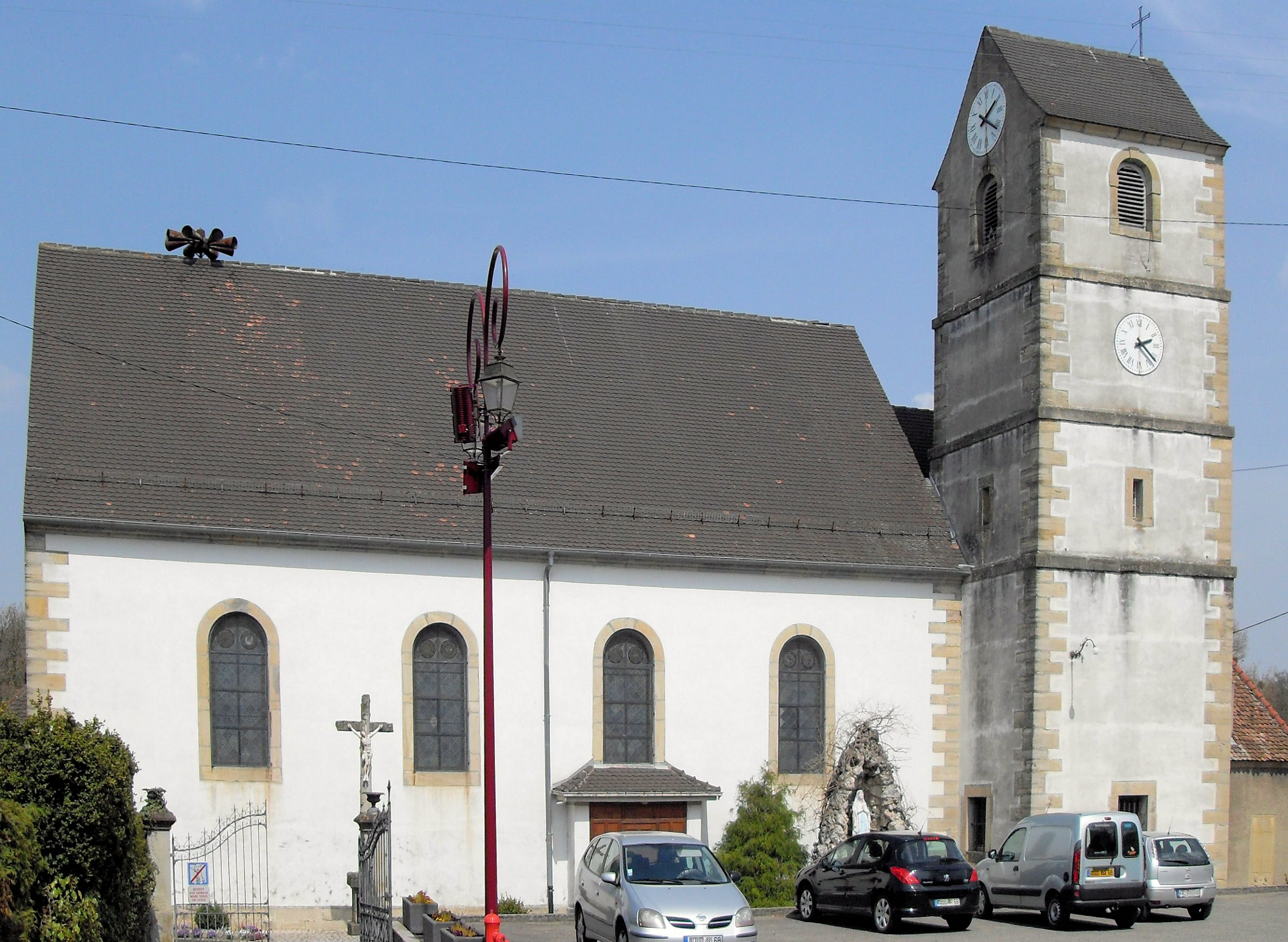
Церковь Сен-Мартен